# Automobile Monteverdi
La Automobile Monteverdi AG è stata una marca svizzera di automobili di lusso, fondata nel 1967 da Peter Monteverdi nella città di Binningen presso Basilea.

## Storia
Figlio di un rappresentante della Ferrari, della BMW e della Lancia e in seguito anche delle case inglesi Jensen, Rolls-Royce e Bentley, Peter Monteverdi, tra la fine degli anni '50 e i primi anni '60, costruì e vendette diversi prodotti personalizzati Monteverdi.
In un primo momento i modelli firmati Monteverdi erano pezzi unici o con una tiratura molto limitata venduti sotto il nome di MBM.
Oltre a poche vetture elaborate per la Formula Junior è da menzionare una Ferrari Monza del 1958 "vestita" con una carrozzeria progettata in casa. Il veicolo fu un pezzo unico ed esistette fino al 1990 quando fu restaurata dal suo proprietario britannico riacquistando l'iniziale carrozzeria Ferrari.
Nel 1965 ci fu una separazione tra Monteverdi e la Ferrari.
Peter Monteverdi quindi decise di sviluppare la produzione di vetture per lo sport esclusivo e di lusso e di auto da turismo.
In un primo tempo, il marchio si chiamò ancora MBM ma poco dopo - probabilmente dietro suggerimento del capo redattore della rivista svizzera Automobil Revue - fu scelto il nome Monteverdi come marchio di fabbrica.
Tra il 1967 e il 1982, Monteverdi produsse un totale di otto diversi tipi di veicoli, di solito con diverse varianti, presentati accanto a un certo numero di studi e prototipi.
La produzione di autovetture Monteverdi durò fino al 1982 anche se negli anni successivi furono ancora costruiti alcuni altri modelli e prototipi.
A partire da 1987 l'impianto produttivo fu convertito in museo, aperto sin dal 1985 come "Monteverdi Car Collection" a Binningen.
Sebbene in un primo tempo il museo ospitasse modelli di varie marche, tra cui alcune Iso Grifo, fu dedicato a partire dal 1990 esclusivamente a veicoli con il marchio Monteverdi.
Peter Monteverdi, infatti, aveva riacquistato molte delle sue automobili: nel museo si trovava qualsiasi tipo di vettura che Monteverdi abbia mai prodotto o almeno un esemplare replicato. Il museo ha chiuso nel 2016, ma tutte le auto facenti parte del museo sono state spostate al museo dei trasporti di lucerna dove sono tutt’oggi in esposizione permanente. 

## Lista dei modelli prodotti
- Monteverdi Special (1950-1952)
- Monteverdi Tourismo (1956-1960)
- Monteverdi High Speed 375S (1967)
- Monteverdi High Speed 375L (1969)
- Monteverdi High Speed 375C (1970)
- Monteverdi High Speed 375/4 (1970)
- Monteverdi 2000 GTI (1968)
- Monteverdi Hai 450 SS (1970)
- Monteverdi Sierra (1977-1980)
- Monteverdi Safari (1976-1982)
- Monteverdi Sahara (1978)
- Monteverdi Tiara (1982-1983)
- Monteverdi Hai 650 F1 (1992)
- Monteverdi Palm Beach (1975)
- Monteverdi Berlinetta (1972-1976)